# فيتربيسي 1908
اتحاد فيتربيسي الرياضي 1908 (بالإيطالية: Unione Sportiva Viterbese 1908)‏، المعروف باسم فيتربيسي (بالإيطالية: Viterbese)‏، هو نادي كرة قدم إيطالي مقره في فيتيربو، لاتسيو. يلعب فيتربيسي حاليًا في الدوري الإيطالي الدرجة الثالثة.